# Friedrich Wilhelm Wollenberg
Friedrich Wilhelm Wollenberg, genannt „Fritz“, auch „Fiete“, (* 7. Oktober 1921 in Berlin; † 24. September 2011 in Ammersbek) war ein deutscher Germanist.

## Leben und Werk
Friedrich-Wilhelm Wollenberg besuchte in Berlin-Charlottenburg das Bismarck-Gymnasium, das er 1939 mit dem Notabitur verließ. Danach wurde er zum Wehrdienst eingezogen und geriet zu Kriegsende in Italien in amerikanische Kriegsgefangenschaft. 1946 heiratete er seine erste Frau, Anneliese Katzenstein in Hamburg, die 1962 starb. Zwei Jahre darauf heiratete er Gabriele Grisard. Kriegsbedingt konnte Wollenberg erst 1947 ein Studium an der Universität Hamburg mit den Studienfächern Deutsche Philologie, Literaturgeschichte, Philosophie und Evangelische Religionslehre beginnen. Dies schloss er 1961 mit dem Staatsexamen ab. Seine Promotion (Brentanos Jugendlyrik. Studien zur Struktur seiner dichterischen Persönlichkeit) erfolgte 1964 ebenfalls an der Universität Hamburg. Seit April 1969 wohnte die Familie in Ammersbek.
An der Universität Hamburg lehrte Wollenberg von 1977 bis 1987 als Professor für Neuere deutsche Literaturwissenschaft. Er unterrichtete Kurse, die an seine Forschungs- und Interessengebiete der klassischen und romantischen Literatur anknüpften, in den letzten Jahren seiner Lehrtätigkeit auch mit einem starken Fokus auf zeitgenössische Literatur.
Wollenberg, der 1971 in die SPD eingetreten war, wurde 1973 zunächst stellvertretender, dann ab 1974 vier Jahre Vorsitzender des Ortsvereins Bünningstedt-Hoisbüttel. 1974–1976 war er als SPD-Mitglied für die Gemeinde Bünningstedt und 1978–1983 für die Gemeinde Ammersbek kommunalpolitisch aktiv, u. a. in Verkehrsausschüssen. 1974–1976 wurde er bürgerliches Mitglied im Sport- und Sozialausschuss, 1978–1982 erster stellvertretender Bürgervorsteher. Auch war er als Gemeindevertreter 1978–1983 im Hauptausschuss und im Ausschuss für Schule, Jugend und Kultur tätig. 1974–1978 vertrat er die SPD als Abgeordneter mit einem Sitz im Stormarner Kreistag.
1975 war Wollenberg Initiator und dann Erstherausgeber der SPD-Bürgerzeitung Nachrichten für Bünningstedt und Hoisbüttel, später Der Ammersbeker.
Durch seine persönliche Kriegserfahrung war Wollenberg stark friedenspolitisch orientiert. 2001 trat er wegen der Zustimmung der SPD zum Einsatz der Bundeswehr in Afghanistan aus der SPD aus.
Als Cellist spielte Wollenberg ab 1963 im Hasse-Orchester Hamburg-Bergedorf, später bis 1999 im Eppendorfer Kammerorchester.
Wollenberg war ein engagierter Ideengeber und Förderer von Theater- und Kulturgruppen in Ammersbek und im Kreis Stormarn. 1981 war er Mitbegründer des Ammersbeker Kulturkreises e.V., die folgenden 13 Jahre darauf dessen Vorsitzender. „Fiete“ genannt, förderte er insbesondere die darstellende Kunst durch Gründung einer Theater- und einer Kabarettgruppe. Er trat als Darsteller in Inszenierungen auf, verfasste Texte, leitete einen Literatur- und Biografiekreis und prägte mit seiner Persönlichkeit das Ammersbeker Kulturleben. Seit 1993 war er Ehrenmitglied des Kulturkreises.

## Ehrungen und Preise
- 1978 Ehrenurkunde des Kreises für verdienstvolle und ehrenamtliche Tätigkeit
- 1991 Ehrennadel des Landes Schleswig-Holstein
- 1993 Ehrennadel des Kreises Stormarn
- 1996 Treueurkunde für 25-jährige Mitgliedschaft in der SPD

## Schriften (Auswahl)
- Brentanos Jugendlyrik. Studien zur Struktur seiner dichterischen Persönlichkeit. Hamburg 1964, OCLC 74072784.